# Evesham
Evesham este un oraș în comitatul Worcestershire, regiunea West Midlands, Anglia. Orașul se află în districtul Wychavon.